# Ateles marginatus
L'atele dalle basette bianche (Ateles marginatus E. Géoffroy, 1809 ) è un primate platirrino della famiglia degli Atelidi.
Veniva considerato una sottospecie di Ateles belzebuth (A. belzebuth marginatus).

## Distribuzione
Vive nel Brasile centro-settentrionale, a sud delle foci del Rio delle Amazzoni.

## Descrizione
Il pelo è lungo e lucente, di colore nero: sulla faccia sono presenti un triangolo bianco che ha come base le sopracciglia e due striature dello stesso colore che corrono dalle tempie ai lati del mento, somigliando a due basette (da qui il nome comune dell'animale.

Il muso è nudo e roseo, così come un cerchio di pelle che corre attorno agli occhi: nel complesso l'animale dà la curiosa impressione d'indossare una maschera tradizionale giapponese. Le altre zone di pelle nuda (mani, sottocoda) sono invece nere.
La coda è più lunga del corpo ed assai mobile: con essa l'animale si comporta come fosse un quinto arto, utilizzandola per muoversi fra i rami o per maneggiare oggetti: non è raro osservare questi animali mentre, appesi solo per la coda, penzolano nel vuoto.